# Trathala exigua
Trathala exigua är en stekelart som beskrevs av Dasch 1979. Trathala exigua ingår i släktet Trathala och familjen brokparasitsteklar. Inga underarter finns listade i Catalogue of Life.